# Smith Thompson
Smith Thompson (ur. 17 stycznia 1768, zm. 18 grudnia 1843) – amerykański prawnik i polityk.
W latach 1818–1823 pełnił funkcję Sekretarza Marynarki Wojennej Stanów Zjednoczonych w gabinecie prezydenta Jamesa Monroego. Ustąpił w 1823 roku, gdy prezydent Monroe wysunął jego kandydaturę do Sądu Najwyższego Stanów Zjednoczonych. Thompson, który wówczas rozważał start w wyborach prezydenckich w 1824 roku, zrezygnował z tych planów i zaakceptował nominację. Jego kandydatura została formalnie zatwierdzona przez Senat Stanów Zjednoczonych 19 grudnia 1823 roku. W 1828 roku, nieskutecznie ubiegał się o fotel gubernatora Stanu Nowy Jork. W Sądzie Najwyższym Stanów Zjednoczonych zasiadał przez ponad dwadzieścia lat aż do śmierci 18 grudnia 1843 roku.
Od jego imienia i nazwiska pochodzi nazwa niszczyciela typu Clemson USS „Smith Thompson” (DD-212).